# Топчу, Яшар
Яшар Топчу (род. 10 января 1941, Боябат) — турецкий политик и медик.

## Биография
Яшар Топчу родился в городе Боябат 10 января 1941 года в семье Али Махира Топчу и его жены Равийе. Окончил Юридический лицей при Анкарском университете. Затем работал юристом.
Вступил в партию истинного пути Сулеймана Демиреля. В 1987 году был избран членом Великого национального собрания. Переизбирался в 1991, 1995 и 1999 годах. В 1991 году был назначен министром транспорта. Занимал этот пост 20 ноября 1991 года по 25 июня 1993 года.
Позднее вступил в партию Отечества, возглавляемую на тот момент Месутом Йылмазом. Был назначен министром общественных работ в кабинете Йылмаза. Занимал эту должность с 30 июня 1997 года по 11 января 1999 года.
Во время пребывания на посту министра руководил строительством дороги вдоль побережья Чёрного моря. Планы строительства дороги возникли ещё в 1960-х годах, но этот проект был начат лишь в 1987 году Тургутом Озалом. Но вскоре строительство было прервано из-за финансовых проблем. Проект был возобновлён лишь в 1992 году после создания Организации черноморского экономического сотрудничества. Строительство дороги финансировалось за счёт кредитов, взятых за рубежом, контроль над строительными работами Месут Йылмаз поручил Яшару Топчу.
Во время строительства возникли подозрения в мошенничестве на тендере. В ходе расследования, проводившегося парламентским комитетом было установлено, что результат тендеров был заранее предрешён и Яшар Топчу виновен в злоупотреблении служебными полномочиями. Дело Топчу хотели отдать на рассмотрение в Конституционный суд, но это предложение было отвергнуто парламентом.
В 2004 году расследование было возобновлено. Был сформирован новый парламентский комитет, он подтвердил факты, установленные в ходе предшествующего расследования, также он потребовал, чтобы дело Топчу рассматривалось в Конституционном суде. После одобрения парламентом дело было рассмотрено. Топчу был признан виновным в халатности, тюремного заключения он избежал.
Позднее Яшар Топчу вступил в демократическую партию, входил в состав руководства одного из отделений партии в Боябате.